# Dina Boluarte
Dina Ercilia Boluarte Zegarra (Chalhuanca, Apurímac, Perú, 31 de maig de 1962) és una advocada i política peruana. És presidenta del Perú des del 7 de desembre de 2022, després de la destitució del president electe Pedro Castillo pel Congrés del Perú en un procés qualificat de cop d'estat pels opositors al govern de Boluarte. És la primera dona a ocupar la presidència del país. El seu govern s'enfrontà a una gran onada de protestes populars a les que respongué amb una forta repressió que causà nombroses morts entre els manifestants.S'ha enfrontat als jutges i fiscals per investigacions de corrupció del seu govern.

## Biografia
Boluarte va nàixer el 31 de maig de 1962 a Chalhuanca, Apurímac, el Perú.
Es va graduar en Dret a la Universitat de Sant Martí de Porres i va fer estudis de postgrau en aqueixa universitat.
Va treballar com a funcionària en el Registre Nacional d'Identificació i Estat Civil (RENIEC) com a advocada i cap d'una de les seues oficines, càrrecs que va ocupar des de 2007. A l'agost de 2021 va demanar una llicència a RENIEC per a poder presentar-se en les eleccions generals d'aqueix any ja que el seu càrrec era incompatible amb les funcions en l'Executiu al qual postulava. La seua sol·licitud va ser denegada; no va renunciar al seu lloc al·legant que el seu càrrec polític podria ser efímer, i podria retornar a la seua plaça. Va renunciar al seu càrrec de cap encarregada de l'Oficina Registral Surco-Higuereta, que ocupava des de 2015, a l'abril de 2022.
És presidenta del Club Apurímac a Lima. Resideix a Surquillo.

### Presidenta de la República
Davant d'un procediment imminent d'impeachment, el 7 de desembre de 2022, el President Pedro Castillo va intentar dissoldre il·legalment el Congrés de la República i governar per decret, i com a resposta, el Congrés de la República del Perú inclent el seu propi partit polític el va destituir i fou detingut, nomenant en el seu lloc a la seva vicepresidenta Dina Boluarte
El seu nomenament, que comptà de seguida amb el reconeixement dels Estats units, fou tanmateix contestat per diversos països llatinoamericans. Una forta onada de protestes populars s'oposà a Boluarte, i el seu govern respongué amb una  repressió que deixà desenes de morts els anys 2022 i 2023. Organitzacions com Amnistia Internacional han denunciat la repressió del govern de Dina Boluarte i han reclamat investigacions.
L'abril de 2024 va iniciar-se una investigació per presumpte enriquiment indegut. El seu govern é ha protagonitzat diversos escàndols de corrupció, com el cas Rolexgate., el govern ha respost atacant els jutges que han obert investigacions i amenaçant les ONG i entitats que han denunciat els casos de vulneracions dels drets humans i d'irregularitats.